# Maqsud Giray
Maqsud Giray, född 1720, död 1780, var Krimkhanatets khan mellan 1767 och 1768. 